# Монастир святого Антонія Великого

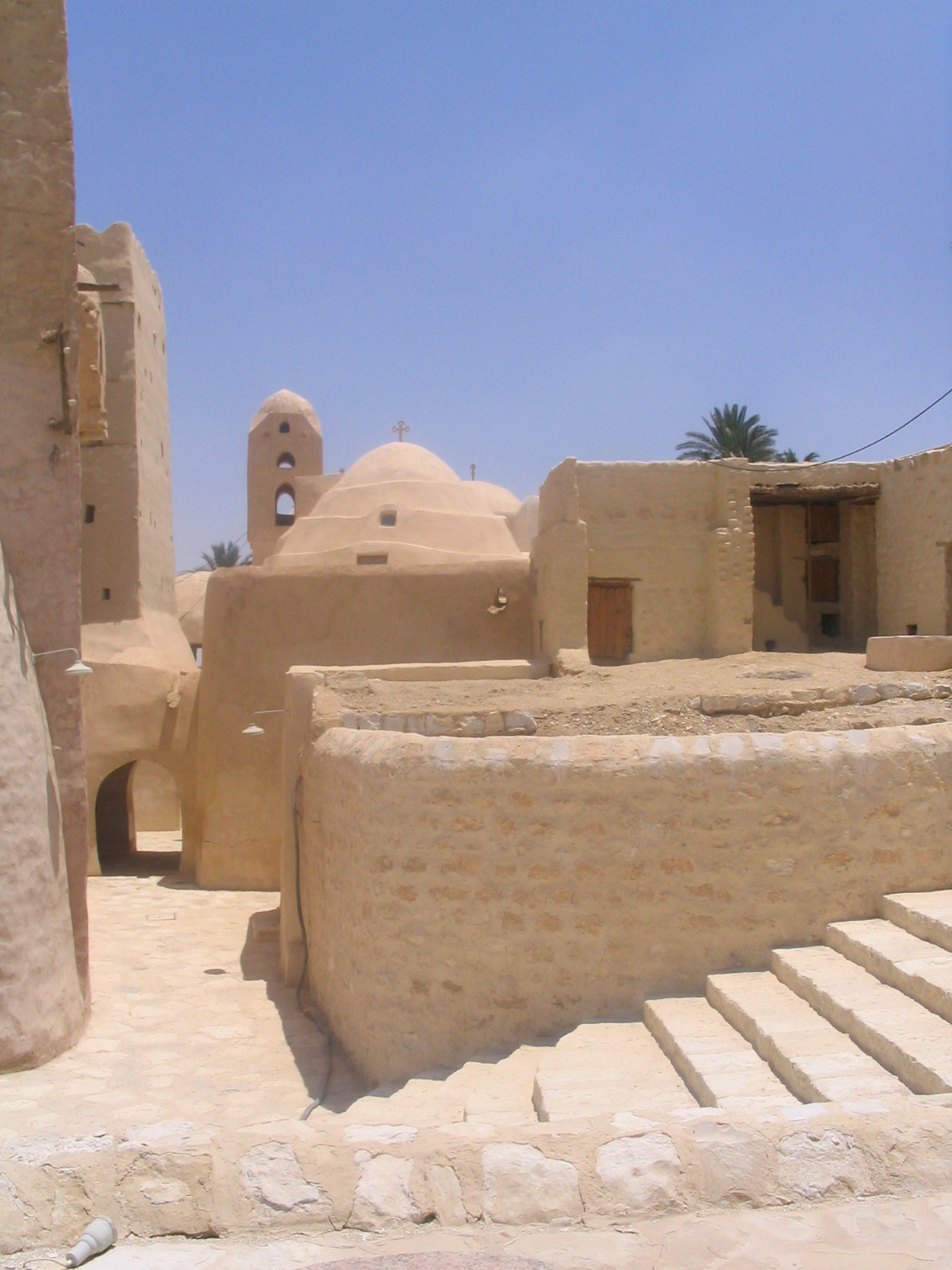
Гробниця Святого Антонія на території монастиря

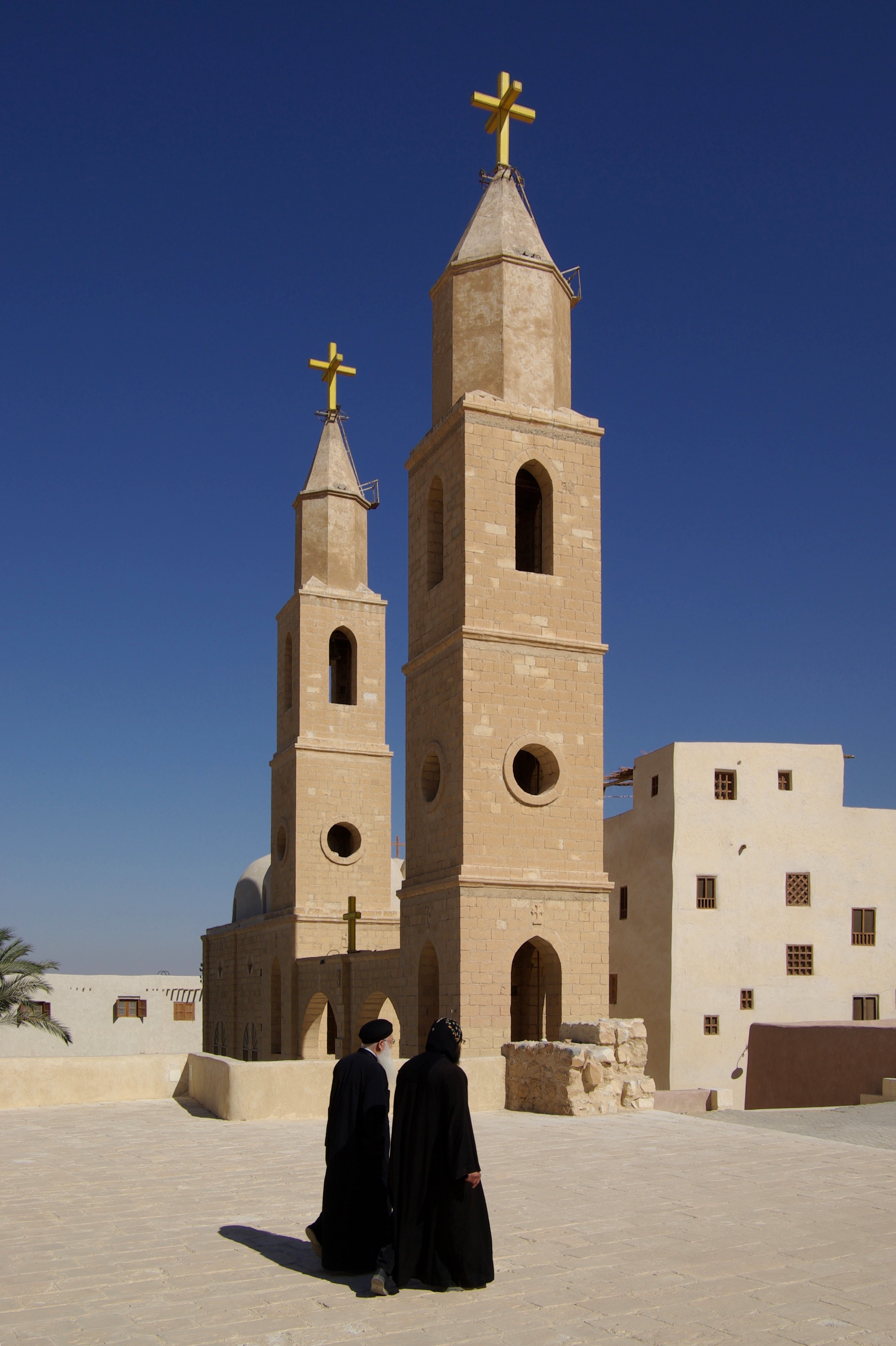

Монастир святого Антонія Великого — найдавніший у світі монастир, розташований в єгипетській провінції Червоне Море, в Східній пустелі, приблизно за 300 кілометрів від Каїра і в декількох десятках кілометрах від моря. Він займає близько 10 гектарів. Висота стін монастиря сягає 12 метрів. Всередині розташовується сім церков, у тому числі одна стародавня святого Антонія, де покоїться його прах. Вважається, що саме в цих місцях в скельному гроті, вище нинішнього монастиря, вів аскетичне самотнє життя і помер святий Антоній Великий.
Оточений мальовничими горами монастир вважається одним з найкрасивіших в Єгипті. Всередині нього збереглися середньовічні розписи, а в печерах — настінні малюнки.
Статут монастиря дозволяє дати нічліг на одну ніч та їжу гостям, які мають у відповідь допомогти ченцям грішми та харчами.

## Святий Антоній Великий
Преподобний Антоній, батько чернецтва, що отримав від церкви найменування Великий, народився в 251 році в Середньому Єгипті, неподалік від міста Бені-Суейф, в родині заможних християн.
Коли Антонію виповнилося 18 років, батьки його померли. І незабаром, підкоряючись божественному баченню, юнак ухвалив рішення, яке не тільки круто змінило його життя, але й здобуло йому згодом безсмертну славу: він роздав майже весь свій маєток біднякам, залишивши лише невелику частину сестрі, і пішов у пустелю.
Так Антоній став першим християнським відлюдником-ченцем. Але саме пустельне життя з'явилося в Єгипті ще до нашої ери.
Спочатку Антоній жив у печері неподалік від Бені-Суейф, на березі Нілу. Двадцять років провів у повній самоті. Лише двічі на рік самітнику приносили припаси. З часом про нього пішла поголоска, люди стали стікатися до печери. Тоді Антоній перебрався на інший берег річки, подалі від житла.
Але й тут від гостей не було відбою. Відлюдник був не лише вправним проповідником, але й займався лікуванням, і народ з найближчих селищ ішов до нього за зціленням духовним і фізичним.
Деякі із прибульців вирішили оселитися поруч із ним. Так до початку IV століття склалася перша християнська чернеча громада. У 312 році вона перемістилася далеко в пустелю — туди, де й стоїть понині монастир.
Частина сподвижників Антонія побудувала собі нехитрі житла, інші розмістилися в прилеглих печерах. Найбільшу простору печеру, осторонь від джерел води і набагато вище їх, зайняв Антоній. Щоб потрапити в печеру Антонія, треба проробити від монастиря неабиякий шлях. Спочатку з кілометр пройти уздовж скель, а потім піднятися по сходах, що налічує 1150 сходинок.

## Монастир
Після смерті Антонія, який прожив згідно з літописами 105 років, навколо печери, де він провів вісімдесят років, був збудований монастир-фортеця, що носить його ім'я.
Після кончини святого місце його самоти стало збирати численних паломників з Сирії, Ефіопії, Єгипту та інших країн, які шукали тут розради і зцілення. В 15-му столітті монастир був покинутий, ченці знову повернулися в його стіни в 17-му столітті. Оскільки монастир розташований у віддаленому від доріг місці, він не піддавався руйнуванням і діяв багато століть.

## Сучасність
Навесні 2005 року монастир святого Антонія був закритий на реставрацію. Деякі приміщення в ньому були в аварійному стані, і перебувати там було небезпечно для життя. Реставраторам знадобилося встановлювати нові опори, міняти стелі і покриття для підлоги деяких приміщень. Була створена нова система водопостачання та електрики.
Монастир, в якому зберігаються більше тисячі стародавніх рукописів, був обладнаний спеціальною сигналізацією.
Всього реставрація об'єкта, яка йшла п'ять років, обійшлася державній скарбниці в 14,5 мільйонів доларів. 4 лютого 2010 монастир був знову відкритий для відвідувачів.